# Tour dels Alps
El Tour dels Alps (fins al 2016 Giro del Trentino) és una cursa ciclista per etapes que es disputa anualment a la regió del Trentino - Tirol del Sud, a Itàlia, i al Tirol, Àustria.
Es disputa durant el mes d'abril i el fan servir els ciclistes com a preparació pel Giro d'Itàlia. Actualment es disputa sobre un recorregut de quatre etapes, la primera d'elles contrarellotge.
El líder de la cursa és identificat amb un mallot fúcsia .
La primera edició es va disputar el 1962, sent el vencedor Enzo Moser. L'any següent es tornà a disputar, però tot seguit deixà de disputar-se fins al 1979. Damiano Cunego, amb tres victòries, és el ciclista que més vegades l'ha guanyat.
El 2015, el Trofeu Melinda s'uneix a la cursa i passa a ser conegut oficialment com a Giro del Trentino-Melinda El 2017 passà a anomenar-se Tour dels Alps

## Palmarès
| Any                              | Vencedor                   | Segon                         | Tercer                    |
| -------------------------------- | -------------------------- | ----------------------------- | ------------------------- |
| Giro del Trentino                |                            |                               |                           |
| 1962                             | Enzo Moser                 | Alcide Cerato                 | Gaetano Sarazin           |
| 1963                             | Guido De Rosso             | Franco Cribiori               | Ercole Baldini            |
| 1964-1978 edicions no disputades |                            |                               |                           |
| 1979                             | Knut Knudsen               | Francesco Moser               | Roger De Vlaeminck        |
| 1980                             | Francesco Moser            | Tommy Prim                    | Gianbattista Baronchelli  |
| 1981                             | Roberto Visentini          | Francesco Moser               | Giovanni Mantovani        |
| 1982                             | Giuseppe Saronni           | Francesco Moser               | Gianbattista Baronchelli  |
| 1983                             | Francesco Moser            | Bruno Leali                   | Emanuele Bombini          |
| 1984                             | Franco Chioccioli          | Emanuele Bombini              | Luciano Loro              |
| 1985                             | Harald Maier               | Silvano Contini               | Gerhard Zadrobilek        |
| 1986                             | Carrera-Inoxpran           | Del Tongo-Colnago             | Atala-Ofmega              |
| 1987                             | Claudio Corti              | Gianbattista Baronchelli      | Tony Rominger             |
| 1988                             | Urs Zimmermann             | Tony Rominger                 | Helmut Wechselberger      |
| 1989                             | Mauro-Antonio Santaromita  | Claudio Chiappucci            | Luca Gelfi                |
| 1990                             | Gianni Bugno               | Piotr Ugriúmov                | Leonardo Sierra Sepúlveda |
| 1991                             | Leonardo Sierra Sepúlveda  | Massimiliano Lelli            | Stephen Hodge             |
| 1992                             | Claudio Chiappucci         | Roberto Conti                 | Zenon Jaskuła             |
| 1993                             | Maurizio Fondriest         | Claudio Chiappucci            | Leonardo Sierra Sepúlveda |
| 1994                             | Moreno Argentin            | Ievgueni Berzin               | Francesco Casagrande      |
| 1995                             | Heinz Imboden              | Mariano Piccoli               | Francesco Frattini        |
| 1996                             | Wladimir Belli             | Enrico Zaina                  | Nélson Rodríguez          |
| 1997                             | Luc Leblanc                | Pàvel Tonkov                  | Leonardo Piepoli          |
| 1998                             | Paolo Savoldelli           | Dario Frigo                   | Francesco Casagrande      |
| 1999                             | Paolo Savoldelli           | Gilberto Simoni               | Marco Pantani             |
| 2000                             | Simone Borgheresi          | Niklas Axelsson               | Paolo Savoldelli          |
| 2001                             | Francesco Casagrande       | Leonardo Piepoli              | Raimondas Rumšas          |
| 2002                             | Francesco Casagrande       | Julio Alberto Pérez Cuapio    | Gilberto Simoni           |
| 2003                             | Gilberto Simoni            | Stefano Garzelli              | Tadej Valjavec            |
| 2004                             | Damiano Cunego             | Jure Golčer                   | Gilberto Simoni           |
| 2005                             | Julio Alberto Pérez Cuapio | Ievgueni Petrov               | Sergio Ghisalberti        |
| 2006                             | Damiano Cunego             | Luca Mazzanti                 | Eddy Ratti                |
| 2007                             | Damiano Cunego             | Michele Scarponi              | Luca Mazzanti             |
| 2008                             | Vincenzo Nibali            | Stefano Garzelli              | Domenico Pozzovivo        |
| 2009                             | Ivan Basso                 | Janez Brajkovič               | Przemysław Niemiec        |
| 2010                             | Alekszandr Vinokurov       | Riccardo Riccò                | Domenico Pozzovivo        |
| 2011                             | Michele Scarponi           | Tiago Machado                 | Luca Ascani               |
| 2012                             | Domenico Pozzovivo         | Damiano Cunego                | Sylwester Szmyd           |
| 2013                             | Vincenzo Nibali            | Mauro Santambrogio            | Maxime Bouet              |
| 2014                             | Cadel Evans                | Domenico Pozzovivo            | Przemysław Niemiec        |
| 2015                             | Richie Porte               | Mikel Landa Meana             | Leopold König             |
| 2016                             | Mikel Landa Meana          | Tanel Kangert                 | Jakob Fuglsang            |
| Tour dels Alps                   |                            |                               |                           |
| 2017                             | Geraint Thomas             | Thibaut Pinot                 | Domenico Pozzovivo        |
| 2018                             | Thibaut Pinot              | Domenico Pozzovivo            | Miguel Ángel López Moreno |
| 2019                             | Pàvel Sivakov              | Tao Geoghegan Hart            | Vincenzo Nibali           |
| 2020 edició no disputada         |                            |                               |                           |
| 2021                             | Simon Yates                | Peio Bilbao López de Armentia | Aleksandr Vlàssov         |
| 2022                             | Romain Bardet              | Michael Storer                | Thymen Arensman           |
| 2023                             | Tao Geoghegan Hart         | Hugh Carthy                   | Jack Haig                 |
| 2024                             | Juan Pedro López           | Ben O'Connor                  | Antonio Tiberi            |
| 2025                             |                            |                               |                           |